# Tyimur Marszelevics Szafin
Tyimur Marszelevics Szafin (oroszul: Тимур Марселевич Сафин) (Taskent, 1992. augusztus 4. –) olimpiai és Európa-bajnok orosz tőrvívó.